# 本法寺 (富山市)
本法寺（ほんぽうじ）は、富山県富山市八尾町宮腰にある法華宗陣門流の別院。山号は長松山。本尊は釈迦如来・四菩薩。

## 由緒
鎌倉時代の1316年（正和5年）（征夷大将軍は宮将軍の守邦親王）、鎌倉殿中問答で名高い日印の弟子日順の開山により越中国婦負郡楡原保城生（富山市八尾町城生）に創建された寺である。明和年間（1764年 – 1771年）現在地に移転している。現住職は高橋日啓聖人。本成寺塔頭持経院より晋山。

## 文化財

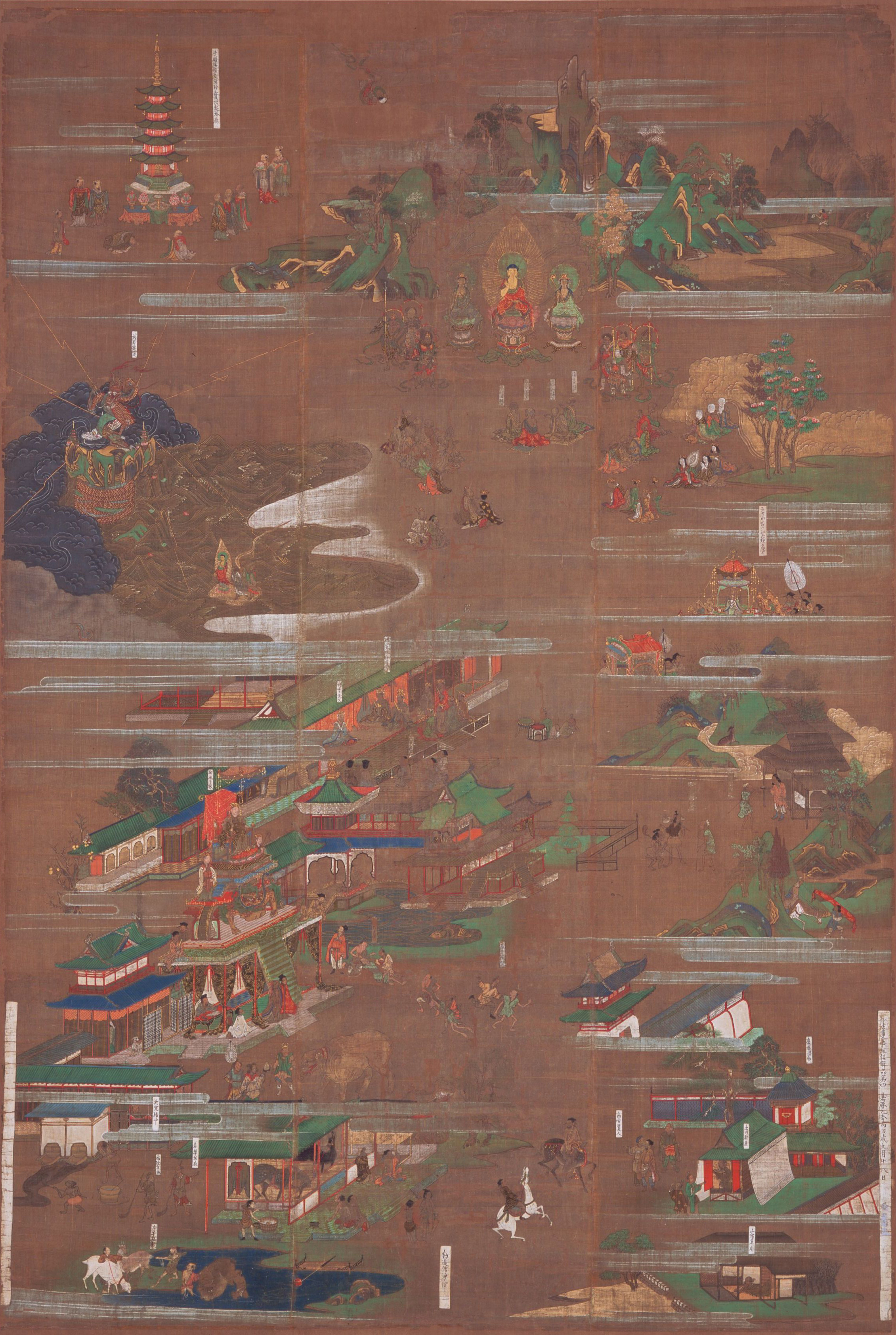
法華経曼荼羅図（21幅のうち）

重要文化財
- 絹本著色法華経曼荼羅図 21幅[2]

鎌倉時代末期に越中国射水郡放生津の海中から光輝きながら出現した木の中から出現したという伝説がある。
この伝説は、日本海交易の拠点放生津へ海運によりもたらされたことを神秘化したものと考えられている。
近年は、表具裏書にある「明応6年（1497年）」の年記に基づき、当時放津に滞在していた室町幕府第10代将軍・足利義材の京都復帰運動に関連して放生津城主の越中守護代・神保長誠が寄進したという説が称えられている。
江戸時代になると、本法寺はこの曼荼羅図を江戸市中で開帳した（「武江年表」）。第10代将軍・徳川家治の側室が懐妊した際、安産祈願のため江戸城に数か月とどめ置かれた（「本法寺文書」）。
毎年8月6日に虫干し法要と絵解きが行われる。
なお放生津の歴史を紹介している射水市新湊博物館で「見宝塔品」の実物大の写真パネルが常設展示されている。
富山県指定有形文化財
- 絹本著色法華経曼荼羅図 1幅

前項の法華経曼荼羅は現在22幅伝えられているが、序品第1軸は早くに失われたため、富山藩主・前田利次が後補させた。この軸のみ富山県指定文化財である。
富山市指定有形文化財
- 法華経曼荼羅図古表具 一括

寛文年間に富山藩主前田利次が修補・改装させた絹本著色法華経曼荼羅図の表具。墨書のある軸木、曼荼羅伝来由緒の表具裏書などで構成される。

## 総本山・本山・別院

### 総本山
- 長久山本成寺（新潟県三条市）（越後国）

### 本山
- 京本山 光了山本禅寺（京都府京都市）（山城国）
- 東海本山 常霊山本興寺（静岡県湖西市）（遠江国）

### 当寺以外の別院
- 東京別院 徳栄山本妙寺（東京都豊島区）（武蔵国）
- 霊跡別院 俎岩山蓮着寺（静岡県伊東市）（伊豆国）

## 北陸教区の寺院
- 常栄山法華寺（岐阜県高山市天性寺町）
- 不怠山上行寺（富山県富山市楡原）
- 法長山本壽寺（富山県富山市梅沢町）
- 妙智山教円寺[3]（福井県福井市有楽町）
- 永隆山妙福寺（石川県金沢市寺町）
- 妙法寺（富山県富山市八尾町井田）
- 守長山本陽寺（富山県高岡市片原町）